# Samir Charifov
Samir Rauf oglu Sharifov (azerbaïdjanais : Samir Rauf oğlu Şərifov), né le 7 septembre 1961, est un homme politique azerbaïdjanais exerçant les fonctions de Vice-Premier ministre de l'Azerbaïdjan.

## Biographie
Sharifov est né le 7 septembre 1961. En 1983, il est diplômé de l'Université nationale Taras-Chevtchenko de Kiev avec une maîtrise en relations économiques internationales. En 1983-1991, il travaille pour des organisations gouvernementales soviétiques s'occupant des relations économiques internationales d'abord à Bakou, puis au Yémen. Sharifov est marié et père de deux enfants.
En 1991-1995, Sharifov travaille comme chef adjoint du département des relations économiques internationales au Ministère des affaires étrangères de l'Azerbaïdjan. De 1995 à 2001, il est directeur de département à la Banque centrale d'Azerbaïdjan. Le 3 janvier 2001, il est nommé directeur exécutif du Fonds pétrolier de l'État d'Azerbaïdjan par le président Heydar Aliyev. Remplacé par Shahmar Movsumov le 18 avril 2006, Sharifov est nommé ministre des Finances de l'Azerbaïdjan. De 2003 à 2006, il préside la Commission d'État sur la transparence de l'exploitation des ressources naturelles et du secteur manufacturier.
En plus d'être ministre, Sharifov est membre du conseil de surveillance du Fonds pétrolier d'Azerbaïdjan et coprésident de la Banque du commerce et du développement de la mer Noire représentant la partie azerbaïdjanaise. Chaque année il assiste également à la réunion du groupe électoral du FMI et de la Banque mondiale.
Le 21 avril 2018 Samir Sharifov est nommé ministre des Finances de l'Azerbaïdjan. Le 1er janvier 2025, il a été relevé de ses fonctions de ministre des Finances et nommé Vice-Premier ministre de l'Azerbaïdjan.